# Gudrun Lotter
Gudrun Lotter (ur. 4 czerwca 1953 w Tauberbischofsheim) – niemiecka florecistka reprezentująca RFN, dwukrotna medalistka mistrzostw świata.
Podczas mistrzostw świata w Buenos Aires w 1977 roku reprezentacja RFN w składzie: Karin Rutz, Ute Kircheis-Wessel, Brigitte Oertel, Cornelia Hanisch i Gudrun Lotter zdobyła srebrny medal w turnieju drużynowym. W tej samej konkurencji zdobyła również brązowy medal na mistrzostwach świata w Rzymie pięć lat później.
Nigdy nie wzięła udziału w igrzyskach olimpijskich.